# Białostocki Park Naukowo-Technologiczny
Białostocki Park Naukowo-Technologiczny (BPN-T) - Pierwszy w Polsce Wschodniej certyfikowany Park technologiczny. Certyfikat przyznany przez Stowarzyszenie Organizatorów Ośrodków Innowacji i Przedsiębiorczości w Polsce (SOOIPP) potwierdza spełnianie środowiskowych standardów jakości działania dojrzałych ośrodków innowacji.
Zadaniem Parku jest tworzenie infrastruktury sprzyjającej zwiększeniu innowacji pośród lokalnych i regionalnych przedsiębiorstw oraz zwiększenie atrakcyjności miasta Białystok dla pozyskania inwestycji opartych na nowoczesnych technologiach.

## Geneza
Projekt „Białostocki Park Naukowo-Technologiczny” był współfinansowany przez Unię Europejską z Programu Operacyjnego Rozwój Polski Wschodniej 2007-2013, Oś priorytetowa I Nowoczesna Gospodarka, Działanie I.3 Wspieranie Innowacji. Beneficjentem projektu było miasto Białystok. Realizacja projektu obejmowała lata 2008-2015.
- Całkowita wartość projektu: 167 741 883,69 zł
- Kwota wydatków kwalifikowanych projektu: 142 386 298,89 zł.
- Dofinansowanie z Europejskiego Funduszu Rozwoju Regionalnego: 118 108 637,04 zł oraz 6 998 091,26 zł z budżetu państwa (łącznie 87,86% dofinansowania)

Projekt polegał na budowie infrastruktury niezbędnej do utworzenia Białostockiego Parku Naukowo-Technologicznego - jednostki działającej na rzecz zwiększania innowacji wśród lokalnych i regionalnych przedsiębiorstw, inkubowania nowych firm oraz pozyskiwania inwestorów.
Projekt obejmował:
- budowę dwóch obiektów Białostockiego Parku Naukowo-Technologicznego, tj.: Inkubatora Technologicznego i Centrum Technologicznego wraz z zagospodarowaniem terenu wokół budynków,
- uzbrojenie i udostępnienie terenów inwestycyjnych pod zabudowę przemysłową, produkcyjną i usługową - o powierzchni 23 ha,
- przebudowę dróg dojazdowych do Parku, celem poprawy dostępności komunikacyjnej,
- działania informacyjno-promocyjne,
- wyposażenie obiektów (tj. wyposażenie podstawowe i wyposażenie sal konferencyjnych, wyposażenie teleinformatyczne oraz wyposażenie specjalistyczne laboratoriów),
- uzbrojenie i udostępnienie terenów inwestycyjnych pod zabudowę przemysłową, produkcyjną i usługową - o powierzchni 23 ha;
- przebudowę dróg dojazdowych do Parku, celem poprawy dostępności komunikacyjnej.

## Lokalizacja
Białostocki Park Naukowo-Technologiczny jest zlokalizowany w południowej części miasta w granicach osiedla Dojlidy, w bezpośrednim sąsiedztwie nieruchomości o funkcji usługowej oraz Suwalskiej Specjalnej Strefy Ekonomicznej - Podstrefy Białystok. W sferze oddziaływania Parku i Strefy funkcjonuje również kompleks akademickiego miasteczka - Kampusu Uniwersytetu w Białymstoku. Taka synergiczna koncentracja powoduje, że w tym obszarze miasta powstała dzielnica wiedzy i przemysłu, generująca sferę badawczą oraz sektor produkcji i usług, opartych o innowacyjne rozwiązania oraz średnie i wysokie technologie.

## Misja i Cele
Uprawiamy innowacje. Naturalnie.

Park, działający jako jednostka budżetowa miasta, pełni funkcję instytucji wspierającej rozwój lokalnej gospodarki, świadczy usługi doradcze w zakresie tworzenia i rozwoju przedsiębiorstw, umożliwia transfer technologii oraz przekształcanie wyników badań naukowych i prac rozwojowych w innowacje technologiczne. Jednocześnie stwarza przedsiębiorcom możliwość prowadzenia działalności gospodarczej przez korzystanie z nieruchomości i infrastruktury technicznej na preferencyjnych zasadach.

## Infrastruktura
Budynki Inkubatora Technologicznego i Administracji Parku oraz Centrum Technologicznego zostały zlokalizowane na działce o pow. 3,41 ha. Łączna powierzchnia użytkowa wybudowanych obiektów brutto wynosi ok. 13 000 m².

### Inkubator Technologiczny
Jest to główny, wielofunkcyjny obiekt Parku o pow. użytkowej ok. 5750 m2. Inkubator jest swoistym parasolem ochronnym dla osób, które dopiero rozpoczynają własną działalność gospodarczą, a także dla tych, których firma istnieje na rynku nie dłużej niż 3 lata.
Oferta Inkubatora to nie tylko wynajem powierzchni biurowo-usługowej po preferencyjnych cenach, dostęp do nowoczesnej infrastruktury i wsparcie marketingowe start-upów, ale także profesjonalne doradztwo i szkolenia. 
Inkubator (5 kondygnacji) podzielony jest na części:
- reprezentacyjna i administracyjna Parku,
- sale konferencyjne, sale szkoleniowe,
- przestrzeń biurową i usługową pod wynajem.

### Centrum Technologiczne
Jest to przestrzeń działania największych i najbardziej zaawansowanych technologicznie firm. Przenikają się tu strefy nauki i biznesu. Poprzez udostępnienie infrastruktury znajdującej się w Centrum Technologicznym, BPN-T wspiera komercjalizację rezultatów badań naukowych oraz inicjuje transfer technologii.
Budynek Centrum Technologicznego o powierzchni użytkowej ok. 7200 m2 jest dwukondygnacyjny:
- na parterze zlokalizowane są specjalistyczne laboratoria naukowe wyposażone w najnowocześniejszy sprzęt, sale szkoleniowe oraz część biurowa z powierzchniami do wynajęcia,
- pierwsze piętro przeznaczone jest na biura pod wynajem.

## Firmy działające w BPN-T
Na terenie Białostockiego Parku Naukowo-Technologicznego rozwija się łącznie około 70 mikro, małych oraz średnich przedsiębiorstw. Swoje siedziby mają tu startupy, które dopiero rozpoczynają swoją działalność, a także przedsiębiorstwa o ugruntowanej pozycji na rynku:
- Instytut Technik Innowacyjnych EMAG[4],
- PhotoAid – firma technologiczna specjalizująca się w aplikacjach do zdjęć biometrycznych[5],
- Zakład Profilaktyki Chorób Metabolicznych Instytut Rozrodu Zwierząt i Badań Żywności Polskiej Akademii Nauk[6].

## Oferta BPN-T
BPN-T aktywnie wspiera rozwój innowacyjnych przedsięwzięć i pomaga w pozyskaniu inwestora m.in. poprzez organizację wielu projektów jak np. akcelerator „Platformy Startowe – Hub of Talents”. Dzięki dostępowi do wiedzy, globalnym kontaktom oraz nowoczesnej infrastrukturze, Park stale doskonali swoją ofertę. We współpracy z partnerami, szkoli i doradza młodym przedsiębiorcom.
Oferta Parku obejmuje:
1. wynajem powierzchni dla startupów technologicznych, dojrzałych firm i instytucji naukowo-badawczych (powierzchni biurowych, laboratoryjnych),
2. inkubowanie startupów technologicznych,
3. sprzedaż terenów inwestycyjnych,
4. udostępnianie nowoczesnej infrastruktury teleinformatycznej,
5. wynajem sal konferencyjnych i szkoleniowych,
6. doradztwo, informację i szkolenia dla przedsiębiorców,
7. promocję firm działających na terenie Parku,
8. możliwość skorzystania z usługi wirtualnego biura,
9. inne usługi okołobiznesowe.

Usługi proinnowacyjne
1. Ocena rynkowa produktu/usługi, tworzenie modelu biznesowego.
2. Przygotowanie do analizy due diligence.
3. Metody pozyskiwania inwestora zewnętrznego, pitchowania przed inwestorami.
4. Analiza rynku w zakresie odnajdowania i oceniania możliwości rynkowych, opracowanie koncepcji produktu.
5. Wsparcie w obszarze tworzenia polityki wizerunkowej oraz nazwy produktów i usług.

## Laboratoria BPN-T[7]
Przygotowana w ramach projektu przestrzeń specjalistyczna Białostockiego Parku Naukowo-Technologicznego obejmuje następujące laboratoria:
Laboratorium Obrazowania Molekularnego - z pracownią izotopową klasy II wyposażone jest w innowacyjną na skalę światową aparaturę diagnostyczną - skaner PET/MR (aparat Biograph mMR, 3.0 Tesla) – połączenie pozytonowej tomografii emisyjnej z rezonansem magnetycznym. Laboratorium stwarza możliwość prowadzenia unikalnych badań w wielu dziedzinach medycyny, informatyki i fizyki m.in. poszukiwania wczesnych markerów w chorobie Alzheimera, rozpoznania i monitorowania guzów głowy i szyi, we wczesnej diagnostyce i ocenie terapii w zaburzeniach poznawczych i przy objawach wytwórczych w psychiatrii oraz w tworzeniu dynamicznych modeli 3D organów.
Laboratorium Grafiki Komputerowej i Sztuki Interaktywnej - pełni rolę platformy współpracy nad innowacyjnymi projektami interaktywnej grafiki komputerowej 2D i 3D pomiędzy specjalistami takich branż jak informatyka, grafika komputerowa oraz reklama i marketing, a uczelniami. Laboratorium wyposażone jest m.in. w:
- green box,
- filmowo-studyjny zestaw halogenowy,
- kamerę 3D,
- tablety graficzne wysokiej jakości do rysowania odręcznych elementów graficznych,
- tablicę interaktywną z okularami 3D,
- pakiet oprogramowania wraz z rozszerzeniami do tworzenia wizualizacji 3D,renderowania scen, retuszu zdjęć, tworzenia animacji 2D/3D, nakładania efektów graficznych, teksturowania obiektów 2D/3D oraz tworzenia efektów wizualnych,
- wysokowydajny sprzęt komputerowy do obróbki grafiki 3D.

W laboratorium prowadzone są m.in. kursy w zakresie:
- profesjonalnej wizualizacji 3D
- Adobe Creative Suite 6

Prototypownia 3D - dysponuje kilkoma technologiami druku 3D, zarówno w polimerach jak i w metalu:
- Drukarka Objet Connex 500, wykorzystująca zaawansowaną technologię PolyJet umożliwia wykonanie detali o wysokiej dokładności i jakości powierzchni z szerokiego zakresu stosowanych materiałów żywicznych w jednej budowie, w tym sztywnych, przeźroczystych czy elastycznych.
- Drukarka Fortus 250mc pozwala na tworzenie modeli z wytrzymałego tworzywa termoplastycznego – ABS. Jego bardzo dobre właściwości mechaniczne pozwalają na otrzymywanie nie tylko prototypów, ale też gotowych wyrobów przy małych seriach.
- Do wydruków z metalu, np. stopów tytanu, używane jest jedyne w regionie urządzenie do selektywnego spiekania laserem SLM-250.

Ofertę Prototypowni uzupełnia przenośny laserowy skaner 3D, który umożliwia skanowanie w każdym miejscu przedmiotów o najróżniejszych gabarytach. Prototypowania dysponuje także odpowiednim oprogramowaniem CAD i CAM oraz oferuje możliwość pozyskiwania i obróbki brył na podstawie tomografii komputerowej lub rezonansu magnetycznego. Sprzęt laboratorium pozwala na wykonanie modeli, które znajdują zastosowanie w dziedzinach, takich jak: medycyna, reklama, motoryzacja, wzornictwo przemysłowe, wzornictwo artystyczne, projektowanie, dekoracje wnętrz, elektronika, architektura, czy renowacja zabytków.
Laboratorium badania kompatybilności elektromagnetycznej – jego celem jest prowadzenie prac badawczo-rozwojowych w zakresie testowania odporności prototypów, urządzeń elektrycznych i elektronicznych na działanie różnorodnych zakłóceń, wpływu ww. prototypów i urządzeń na środowisko, a także prowadzenie szkoleń z zakresu wymagań stawianych producentom urządzeń z punktu widzenia kompatybilności elektromagnetycznej ich produktów. Laboratorium wyposażone jest w światowej klasy aparaturę, wykonaną na specjalne zamówienie oraz w największą w Polsce Północno-Wschodniej ekranowaną komorę bezechową SAC. Badane tu urządzenia elektryczne i elektroniczne będą mogły mieć znaczne gabaryty: zmieszczą się tu samochody, a nawet małe samoloty. Oprócz prac badawczo-rozwojowych, możliwe jest tu prowadzenie szkoleń z zakresu wymagań stawianych producentom urządzeń z punktu widzenia kompatybilności elektromagnetycznej (CE) ich produktów. Przedsiębiorcy mogą uzyskać tu również certyfikaty dopuszczające ich produkty do obrotu na rynku Unii Europejskiej.
Laboratorium o profilu biomedycznym - realizuje projekty badawcze m.in. z zakresu diagnostyki chorób metabolicznych oraz badań żywności i suplementów diety. Prowadzone są tu badania nad cukrzycą typu II i innowacyjnymi lekami, mogącymi walczyć z tą chorobą.
Laboratorium w branży fizykochemicznej - zapewnia przestrzeń, gdzie opracowywane są między innymi kompozytowe konstrukcje i podzespoły dla motoryzacji oraz energetyki wiatrowej.
Innowacyjne laboratorium o profilu metalurgicznym - umożliwia kompleksowe opracowywanie prototypów, podzespołów do maszyn i urządzeń z zakresu mechaniki precyzyjnej i mechatroniki, jak również techniki medycznej (implantologii). Wyposażone jest w m.in. linię do produkcji spieków w technologii MIM - metal injection mould.
Warsztatownia - to miejsce, gdzie Parkowe firmy i uczestnicy projektów takich jak: „Absolwent w Transferowni”, „Science Battle” mogą pracować nad prototypami swoich produktów korzystając z nowoczesnego wyposażenia.  W jego skład  wchodzi m.in. kamera termowizyjna, szlifierka do obróbki szkła czy tokarka.
Lokalna Akademia Cisco – powstała z myślą o osobach interesujących się technologiami sieciowymi, chcącymi rozpocząć bądź kontynuować edukację w tym zakresie oraz rozwijać karierę zawodową w branży IT. Program skierowany jest do szerokiego kręgu odbiorców, zarówno studentów jak i uczniów szkół średnich (techników, liceów i liceów profilowanych). Dzięki programowi Cisco uczestnicy mają realne szanse na uzyskanie umiejętności, które pozwolą im odnaleźć swoje miejsce na rynku pracy.
W ramach Cisco Networking Academy oferowane są kursy:
- CCNA R&S
- CCNP Route
- CCNP Switch
- CCNP TSHOT
- CCNA Security

## Tereny inwestycyjne
Białostocki Park Naukowo-Technologiczny dysponuje również w pełni uzbrojonymi terenami inwestycyjnymi znajdującymi się na terenie Suwalskiej Specjalnej Strefy Ekonomicznej o łącznej pow. ok. 23,1 ha. Tereny inwestycyjne BPN-T sprzedawane są w trybie przetargu przedsiębiorcom deklarującym prowadzenie działalności w ramach inwestycji zrealizowanych na zakupionych terenach. Kluczowym aspektem jest stopień innowacyjności przedsięwzięcia potencjalnego inwestora, ponieważ do udziału w postępowaniu przetargowym dopuszczane są wyłącznie te firmy, które uzyskają co najmniej 50% maksymalnej wartości punktów w procesie oceny stopnia ich innowacyjności.